# Urupski (Otrádnaya, Krasnodar)
Urupski (del ruso: Урупский) es un posiólok del raión de Otrádnaya del krai de Krasnodar, en Rusia. Está situado en una meseta al este del valle del río Urup, afluente del Kubán, 8 km al nordeste de Otrádnaya y 215 km al sureste de Krasnodar, la capital del krai. Tenía 1 262 habitantes en 2010.
Pertenece al municipio Blagodárnenskoye.

## Historia
La localidad fue fundada en 1864.

## Economía
La principal actividad económica es la agricultura (OAO Plemzavod Urupski).

## Servicios sociales
En la localidad se halla la escuela de enseñanza media nº10.

## Personalidades
- Borís Vladislávovich Kapustin (1931-1966), piloto soviético ruso.[4]